# Rhomboda arunachalensis
Rhomboda arunachalensis är en orkidéart som beskrevs av A.Nageswara Rao. Rhomboda arunachalensis ingår i släktet Rhomboda och familjen orkidéer.
Artens utbredningsområde är Arunachal Pradesh. Inga underarter finns listade i Catalogue of Life.